# Demetri (poeta iàmbic)
Demetri (en llatí Demetrius, en grec antic Δημητριος) va ser un poeta iàmbic grec del que només se sap que Diògenes Laerci l'anomena πικρός ἀνήρ (home agut, o potser odiós). Els epigrames que es conserven de Demetri tenen molt poc valor.